# Synoicus chinensis
A codorniz-da-china, codorniz-chinesa ou codorna-azul-pintada (Synoicus chinensis) é uma espécie de codorniz pertencente à família Phasianidae.
Esta espécie existe no Sudeste Asiático e Oceânia.
A Synoicus chinensis põe entre 5 a 13 ovos, que são incubados durante aproximadamente 19 dias.
Estas aves são também criadas em cativeiro.
Têm uma longevidade de 3 a 6 anos na liberdade mas em cativeiro podem viver até aos 13 anos de idade.

## Subespécies
Existem 9 subespécies de Synoicus chinensis:
- S. c. chinensis − Índia, Sri Lanka, Malásia, Indochina, sudeste da China e Taiwan
- S. c. trinkutensis − Ilhas Andamão e Ilhas Nicobar
- S. c. lineatus − Filipinas, Bornéu, Pequenas Ilhas da Sonda, Sulawesi e Ilhas Sula
- S. c. lepidus − Nova Guiné e no Arquipélago de Bismarck
- S. c. victoriae − Leste da Austrália
- S. c. colletti − Norte da Austrália